# Капианидзе, Зураб Васильевич
Зура́б Васи́льевич Капиани́дзе (1 апреля 1937 — 4 июля 2011) — советский и грузинский актёр театра и кино. Народный артист Грузинской ССР (1979).

## Биография
Зураб Капианидзе родился 1 апреля 1937 года в селе Накиети Онского района. В 1961 году окончил Театральный институт имени Ш. Руставели, куда перевелся из политехнического института. С 1961 по 1964 год играл в Кутаисском театре им. Ладо Месхишвили, после чего полностью ушёл в кино. Работал на киностудии "Грузия-фильм".
Капианидзе - яркий характерный актёр, часто воплощавший на экране таких персонажей, как жители сельской Грузии, сотрудники органов правопорядка или преступники.
Помимо актёрской карьеры, также активно занимался научными исследованиями. В 1999-2004 годах был депутатом парламента Грузии от блока "Возрождение Грузии". В 2011 году опубликовал книгу воспоминаний "Такова была моя Грузия".
Скончался 4 июля 2011 года. Похоронен в Дидубийском пантеоне.

## Признание и награды
- Народный артист Грузинской ССР (1979)
- Лауреат Государственной премии Грузинской ССР имени Шота Руставели (1985)
- Почётный гражданин Украины.

## Фильмография
1. 1965 — «Миха» и «Награда» (новеллы в киноальманахе «Страницы прошлого») — Миха — главная роль
2. 1966 — Хевсурская баллада — Апарека
3. 1966 — Листопад — участник застолья у Дато
4. 1967 — Как солдат от войска отстал — эпизод (нет в титрах)
5. 1967 — Большая зелёная долина — Александре
6. 1967 — Мольба— Звиадаури
7. 1967 — Утренние колокола — Чопе— колхозный шофёр, жених Кету
8. 1967 — Косовица (новелла в киноальманахе «Возвращение улыбки» — Бежана — главная роль
9. 1968 — Тариэл Голуа
10. 1968 — Распятый остров — Симона — главная роль.
11. 1969 — Ну и молодёжь! — Шалико — артиллерист
12. 1969 — Пиросмани — Ушанги — друг Пиросманашвили
13. 1969 — Не горюй! — слуга князя Вахвари
14. 1970 — Ожидание — Эквтимэ
15. 1970 — Десница великого мастера — Пипа
16. 1970 — Чермен — Бердиа — друг Чермена
17. 1970 — Звезда моего города — Дурмишхан
18. 1970 — Мяч, перчатка и капитан (киноальманах), новелла «Феола» — Бесик, скрипач
19. 1971 — Дверь
20. 1971 — Перед рассветом
21. 1971 — Даиси — Цангала, старый крестьянин.
22. 1972 — Старые зурначи — шофёр
23. 1972 — Гладиатор (новелла в киноальманахе «Белые камни») — повар
24. 1973-1976 — Дума о Ковпаке — Зураб Толадзе
25. 1973 — Саженцы — возчик
26. 1973 — Похищение луны —  Ломкац Тарба
27. 1973 — Свадьба (СССР, Югославия)
28. 1973 — Щелчки — насильник, грабитель
29. 1975 — Как доброго молодца женили — Иване Которашвили — главная роль
30. 1975 — Лавина
31. 1975 — Любовь с первого взгляда — военком
32. 1976 — Городок Анара — Зура, претендент на получение рога для вина
33. 1976 — По волчьему следу — помощник командира 1-го полка
34. 1977 — Ожившие легенды — Иване
35. 1977 — Берега — абрек Бекар Джейранашвили
36. 1977 — Возвращение — Важа — главная роль
37. 1978 — Новые приключения капитана Врунгеля — Старший помощник Лом — главная роль
38. 1978 — Я хочу вас видеть / Ich will euch sehen (ГДР) — Гурам
39. 1979 — Ретивый поросёнок — Кукури — главная роль
40. 1980 — От Буга до Вислы — Бакрадзе
41. 1981 — Тифлис — Париж и обратно — Одишелидзе
42. 1981 — Распахните окна — Антони
43. 1981 — Старый дом
44. 1981 — Снежная свадьба — Леван
45. 1983 — Клятвенная запись — Папаи
46. 1983 — Бандит с кирпичного завода — инспектор Гогия Меквабишвили
47. 1984 — Рассказ бывалого пилота — пассажир из Магадана со щенком
48. 1985 — Самые быстрые в мире — Маркоз — главная роль
49. 1985 — Нейлоновая ёлка — пассажир
50. 1986 — До луны рукой подать — Иванэ Цабуташвили, отец  — главная роль.
51. 1986 — Чегемский детектив — хозяин коровы
52. 1989 — Чёрный принц Аджуба (СССР, Индия)
53. 1990 — Ох, этот страшный, страшный телевизор
54. 1999 — Прикованные рыцари (Россия, Грузия) — гость на свадьбе
55. 2009 — Война на свадьбе (Грузия)